# Муних
Муних (др.-греч. Μούνιχος, или Мунит, Μoύνιτος) — персонаж древнегреческой мифологии. Афинский герой, от которого названа гавань Афин Мунихий. По одной версии, это сын Демофонта и Лаодики, тайно родившийся в Трое.
По другому сказанию, его звали Мунит. Это сын Акаманта и Лаодики, родился в Трое, воспитан Эфрой. Отец привёз его домой. Умер от укуса змеи, охотясь близ Олинфа во Фракии (или у Крестоны).